# Управление тюрем Израиля
Управление тюрем Израиля или Тюремная служба Израиля (ивр. שירות בתי הסוהר‎, Шерут батей ха-соар, Шабас) — орган Государства Израиль, отвечающий за тюрьмы и пенитенциарные учреждения. Входит в состав Министерства национальной безопасности Израиля, выделился из полиции Израиля в 1949 году.
Руководителем Управления тюрем является «Директор Управления тюрем», в звании «Рав-Гондар» (соответствующий званию «генерал-майор»). В январе 2021 года директором Управления тюрем была назначена Кэти Перри.

## История
Управление тюрем выросло из отдела в главном управлении Полиции Израиля, созданного в 1948 году. Сегодня под надзором Управления тюрем находятся около 9430 заключённых, а его штат насчитывает около 9300 служащих. Это включает в себя девушек, проходящих там гражданскую службу (ивр. שירות לאומי‎, шерут леуми) и солдат, направляемых из полицейских войск АОИ.
С начала 21-го века в Управлении тюрем действует программа долгосрочного развития, направленная на улучшение условий содержания заключённых; повышение уровня личного состава; пресечение преступной деятельности заключённых; повышение уровня охраны и безопасности в тюрьмах и внедрение новых технологий в его работу (включая биометрический мониторинг ).

## Структура и тюрьмы
В ведении Шабаса находятся 29 тюрем по всему Израилю.

## Особые подразделения
- Нахшон (подразделение)
- Масада (спецподразделение)